# 2-е командование ВВС и ПВО
2-е командование ВВС и ПВО Центрального военного округа — оперативное объединение ВВС РФ.

## История организационного строительства
- Новосибирский корпус ПВО
- 14-я отдельная армия ПВО (с 24.03.1960 г.);
- 6-й отдельный корпус ПВО (с 10.06.1994 г.);
- 14-я армия ВВС и ПВО (с 01.06.1998 г.);
- 2-е командование ВВС и ПВО (с 01.12.2009 г.);
- 14-я армия ВВС и ПВО (с 01.08.2015 г.);

## Формирование Командования
Сформировано 1 декабря 2009 года на базе 14-й армии ВВС и ПВО в ходе реформы вооружённых сил.

## Расформирование Командования
1 августа 2015 года 2-е командование ВВС и ПВО переформировано в 14-ю армию ВВС и ПВО Центрального военного округа.

## Состав

### 2013 год
- 8-я бригада воздушно-космической обороны, в/ч 34244 (Самара):
  - 511-й гвардейский зенитный ракетный Смоленский Краснознамённый, орденов Суворова, трижды ордена Кутузова и Богдана Хмельницкого полк (Энгельс) - С-300ПС;
  - 185-й зенитно-ракетный полк (Екатеринбург) - С-300ПС;
  - 568-й зенитно-ракетный Краснознамённый полк (Самара) - С-300ПС;
- 9-я бригада воздушно-космической обороны, в/ч 29286 (Новосибирск):
  - 590-й зенитно-ракетный Львовский полк (Новосибирск) - С-300ПС;
  - 1534-й зенитно-ракетный полк (Ангарск) - С-300ПС;
  - 388-й гвардейский зенитно-ракетный полк (Анчинск) - С-300ПС;
- 6980-я гвардейская авиационная база 1-го разряда, в/ч 69806 (Челябинск):
  - авиагруппа — (Челябинск, аэродром Шагол) — Су-24М, Су-24МР;
  - авиагруппа — (Канск, аэродром Дальний) — МиГ-31БМ;
  - авиагруппа — (Пермь, аэропорт Большое Савино) — МиГ-31Б, МиГ-31БМ, МиГ-31ДЗ;
- 32-й отдельный транспортный смешанный авиационный полк (Екатеринбург, аэропорт Кольцово) — Ту-134, Ту-154, Ан-12, Ан-26, Ми-8, Ил-18;
  - смешанная авиационная эскадрилья (саэ) 32 отсап (Новосибирск, аэропорт Толмачёво)  — Ан-12, Ан-26, Ту-134;
  - авиационный поисково-спасательный отряд (апсо) 32 отсап (аэропорт Братск) — Ан-26, Ми-8;
  - отдельная вертолетная эскадрилья (овэ) 32 отсап (Йошкар-Ола, аэродром Данилово) — Ми-8;
- 48-я авиационная база армейской авиации 2-го разряда (аэродромы Каменск-Уральский, Упрун) — Ми-8, Ми-26;
- 562-я авиационная база армейской авиации 2-го разряда (Новосибирск, аэропорт Толмачёво) — Ми-8, Ми-24П.

## Командующие
- генерал-майор Бондарев Виктор Николаевич — 09.2009—08.2010
- генерал-лейтенант Севостьянов Виктор Михайлович[1] 08.2010—08.2015

## Дислокация командования
Штаб командования — Новосибирск.
25 сентября 2010 года штаб и управление 2-го командования ВВС и ПВО передислоцировано в Екатеринбург на территорию, где ранее размещалось управление 5-й армии ВВС и ПВО.
Соединения и части дислоцируются на территории 29 субъектов Российской Федерации, расположенных в Приволжском, Уральском и Сибирском федеральных округах, а также в Казахстане и Киргизии.